# Colpochila iris
Colpochila iris är en skalbaggsart som beskrevs av Britton 1986. Colpochila iris ingår i släktet Colpochila och familjen Melolonthidae. Inga underarter finns listade i Catalogue of Life.